# Gliganu de Sus, Argeș
Gliganu de Sus este un sat în comuna Rociu din județul Argeș, Muntenia, România.